# Constituição apostólica
Constituição apostólica (do latim: Constitutio apostolica) é um documento pontifício que trata de assuntos da mais alta importância. Distingue-se em Constituição Dogmática que contém definições de dogmas. Por exemplo: do Papa Pio XII, a Constituição Apostólica Munificentissimus Deus, com a qual foi definido o dogma da Assunção de Nossa Senhora e a Constituição Disciplinar, que diz respeito a determinações canónicas; do Papa João Paulo II, as Constituições Apostólicas Sacrae Disciplinae Leges (25 de Janeiro de 1983) de promulgação do CIC de 1983; Pastor Bonus (28 de Junho de 1988) sobre a nova constituição da Cúria Romana.
O conceito de constituição para o direito canónico deriva diretamente do conceito de constituição do direito romano, onde reservava-se o título de constititio para as leis mais importantes. Nesse sentido difere um pouco do moderno conceito de constituição como lei fundamental de um estado, mas, de certa forma, a ideia central é a mesma.

## Exemplos de Constituições Apostólicas
| Nome da Constituição e ano       | Papa que a promulgou | Matéria tratada                                                                          |
| -------------------------------- | -------------------- | ---------------------------------------------------------------------------------------- |
| Quo Primum Tempore (1570)        | Papa Pio V           | Missa tridentina                                                                         |
| Ineffabilis Deus (1854)          | Papa Pio IX          | Imaculada Conceição de Maria                                                             |
| Ad Universalis Ecclesiae (1862)  | Papa Pio IX          | Condições para admissão às ordens religiosas de homens cujos votos solenes são perpétuos |
| Bis Saeculari Die (1948)         | Papa Pio XII         | Sobre as Congregações Marianas                                                           |
| Munificentissimus Deus (1950)    | Papa Pio XII         | Assunção de Maria                                                                        |
| Exsul Familia (1952)             | Papa Pio XII         | Migração                                                                                 |
| Veterum Sapientia (1962)         | Papa João XXIII      | Promoção do estudo do latim                                                              |
| Paenitemini (1966)               | Papa Paulo VI        | Jejum e abstinência na Igreja Católica                                                   |
| Missale Romanum (1969)           | Papa Paulo VI        | Revisão da liturgia e do Missal Romano                                                   |
| Romano Pontifici Eligendo (1975) | Papa Paulo VI        | Eleição do Papa                                                                          |
| Ut Sit (1982)                    | Papa João Paulo II   | Erige a Opus Dei à categoria de prelatura pessoal                                        |
| Sacrae Disciplinae Leges (1983)  | Papa João Paulo II   | Instituição do Código de Direito Canónico de 1983                                        |
| Pastor Bonus (1988)              | Papa João Paulo II   | Organização da cúria romana                                                              |
| Ex Corde Ecclesiae (1990)        | Papa João Paulo II   | Regras sobre universidades católicas                                                     |
| Fidei Depositum (1992)           | Papa João Paulo II   | Novo catecismo                                                                           |
| Universi Dominici Gregis (1996)  | Papa João Paulo II   | Regras de eleição do Papa                                                                |

Outros exemplos notáveis de constituições dogmáticas seriam a Lumen Gentium e a Dei Verbum, e, como constituição pastoral (disciplinar) a Gaudium et Spes.